# Opatovec
Opatovec är en ort i Tjeckien.   Den ligger i regionen Pardubice, i den östra delen av landet, 150 km öster om huvudstaden Prag. Opatovec ligger 447 meter över havet och antalet invånare är 592.
Terrängen runt Opatovec är platt åt sydväst, men åt nordost är den kuperad. Runt Opatovec är det ganska tätbefolkat, med 78 invånare per kvadratkilometer. Närmaste större samhälle är Svitavy, 5,5 km söder om Opatovec. Trakten runt Opatovec består till största delen av jordbruksmark.